# Souad Massi
Souad Massi (* 23. srpna 1972, Kabýlie, Alžírsko) je ve Francii žijící alžírská skladatelka, zpěvačka a kytaristka kabylského původu. Svou kariéru zahájila v alžírské rockové hudební skupině Atakor, s níž vystupovala několik let. Po sérii výhrůžek smrtí však v roce 1999 opustila Alžírsko a odstěhovala se do Paříže ve Francii. Účast na koncertu Femmes d'Algerie, který se konal v roce 1999 v Paříži, jí přinesla nahrávací smlouvu s vydavatelstvím Island Records. Massi zpívá arabsky, francouzsky, někdy i anglicky či kabylsky. V její tvorbě se prolíná hudba arabská s vlivy americké rockové i country hudby, portugalského fada i španělského flamenca.

## Život a kariéra

### Začátky
Massi se narodila v Algiers v Alžírsku do chudé rodiny jako sedmé dítě. Již v raném věku se začala věnovat zpěvu a hře na kytaru, povzbuzována svým starším bratrem. Později se zpěvačka inspirovala také flamencem a americkou lidovou a country hudbou, což se pak také projevilo v jejích skladbách. V sedmnácti letech začala vystupovat se skupinou hrající flamenco, po krátkém čase ji ale opustila.
Začátkem roku 1990 se Massi přidala k politicky angažované rockové skupině Atakor ovlivněné rockovými baladami skupin jako Led Zeppelin a U2. S Atakorem vystupovala sedm let, během kterých skupina vydala úspěšné hudební album a natočila dvě populární hudební videa. Skupina však byla pro svou rostoucí popularitu a politické názory perzekvována a zpěvačce bylo vyhrožováno smrtí. V roce 1999 byla Souad Massi pozvána do Francie na hudební festival Femmes d’Algérie. Po úspěšném vystoupení na festivalu se Massi rozhodla již ve Francii zůstat.

### Sólová dráha
Vystoupení na festivalu Femmes d’Algérie přineslo zpěvačce kontrakt u společnosti Island Records, kde také vydala v červnu 2001 své debutové album Raoui, které bývá srovnáváno s americkou folkovou hudbou 60. let. Převážně francouzsky a arabsky zpívané album mělo úspěch u kritiky i u posluchačů. Následující rok bylo album nominováno na cenu v kategorii „Best Newcomer“ BBC Radia 3.
V roce 2003 vydala Massi druhé album s názvem Deb. Album, spíše lyrické než politicky angažované, se stalo celosvětově jedním z nejúspěšnějších alb severoafrických umělců. O tři roky později vydává Massi své třetí album, Mesk Elil. Na převážně opět lyrickém albu doprovodili zpěvačku v duetech Daby Toure and Rabah Khalfa.
11. listopadu 2006 se konal v Praze v paláci Akropolis koncert, na kterém Massi vystoupila v rámci celosvětového turné při vydání alba Mesk Elil.
Album Ô Houria (2010), na kterém spolupracovala s Francisem Cabrelem a kytaristou a producentem Michelem Françoisem, je stylově poněkud odlišné a obsahuje skladby spíše charakteru folkrockové písně či rockové balady. Současně je na albu více francouzsky zpívaných písní.
11. června 2011 vystoupila Massi na Respect festivalu na Pražské Štvanici.

## Diskografie
- Raoui, 2001
- Deb, 2003
- Mesk Elil, 2005
- Live acoustique, 2007
- Ô Houria, 2010